# مقاطعة روسيل (فيرجينيا)
 مقاطعة روسيل  (بالإنجليزية:  Russell County)‏ هي إحدى المقاطعات في ولاية فيرجينيا في الولايات المتحدة الأمريكية.

## أعلام
- دبليو. آي. توماس
- ويليام س. برايس
- هنري ستيورات كارتر